# Kunzea acuminata
Kunzea acuminata är en myrtenväxtart som beskrevs av Toelken. Kunzea acuminata ingår i släktet Kunzea och familjen myrtenväxter. Inga underarter finns listade i Catalogue of Life.